# Thomas Robinson
Thomas Earl Robinson (Washington D. C., 17 de marzo de 1991) es un baloncestista estadounidense que pertenece a la plantilla del Paisas BBC de la BCLA. Mide 2,06 metros y juega en la posición de ala-pívot.

## Biografía
Robinson nació el 17 de marzo de 1991 en Washington D. C., la capital de los Estados Unidos. Entre finales de 2010 y principios de 2011 vivió una gran tragedia familiar. En un periodo de 25 días fallecieron su abuela y su abuelo. Cinco días después fue su madre Lisa la que falleció de un aneurisma cerebral a los 37 años. Estas desgracias hicieron que Robinson se centrase en un objetivo: ayudar a su hermana Jayla, 12 años más joven que él. Thomas quiso llevársela a la Universidad de Kansas, pero al ser un jugador amateur la custodia quedó para el padre biológico de la niña (que no es el padre de Robinson), que acababa de salir de la cárcel tras cuatro años por tráfico de drogas.

## Carrera

### High School
Robinson jugó al baloncesto en la Academia Brewster de Wolfeboro, promediando 16 puntos, 13 rebotes y 5 tapones por partido en su año sénior.

### Universidad
Jugó tres temporadas para los Jayhawks  de la Universidad de Kansas, y el 9 de abril de 2012 confirmó que se presentaría al Draft de la NBA ese mismo año.

#### Estadísticas
| Año     | Equipo | PJ  | PT | MPP  | %TC  | %3P  | %TL  | RPP  | APP | ROB | TPP | PPP  |
| ------- | ------ | --- | -- | ---- | ---- | ---- | ---- | ---- | --- | --- | --- | ---- |
| 2009–10 | Kansas | 33  | 1  | 7.2  | .485 | .000 | .395 | 2.7  | .3  | .2  | .5  | 2.5  |
| 2010–11 | Kansas | 33  | 2  | 14.6 | .601 | .000 | .510 | 6.4  | .6  | .4  | .7  | 7.6  |
| 2011–12 | Kansas | 39  | 39 | 31.8 | .505 | .500 | .682 | 11.9 | 1.8 | 1.1 | .9  | 17.7 |
| Total   | Total  | 105 | 42 | 18.7 | .525 | .500 | .606 | 7.3  | 1.0 | .6  | .7  | 9.8  |

### Profesional

#### Sacramento Kings
Tras tres temporadas en Kansas, Robinson fue seleccionado en la quinta posición del Draft de la NBA de 2012 por los Sacramento Kings. Debutó con los Kings el 31 de octubre de 2012 ante los Chicago Bulls con 3 puntos y 3 rebotes en 15 minutos en pista. Al partido siguiente le propinó un codazo al jugador de los Detroit Pistons Jonas Jerebko, por lo que fue expulsado del partido y sancionado posteriormente con dos encuentros.

#### Houston Rockets
El 20 de febrero de 2013, Robinson fue traspasado a Houston Rockets, junto con Francisco García, a cambio de Patrick Patterson, Cole Aldrich y Toney Douglas.

#### Portland Trail Blazers
En junio de 2013, volvió a ser traspasado esta vez a los Portland Trail Blazers a cambio de los derechos de Kostas Papanikolaou y Marko Todorovic.

#### Denver Nuggets
El 19 de febrero de 2015, fue traspasado a los Denver Nuggets junto a Víctor Claver, Will Barton y una futura primera ronda del draft a cambio de Arron Afflalo y Alonzo Gee. Los  Denver Nuggets rescindieron su contrato el 22 de febrero.

#### Philadelphia 76ers
El 24 de febrero de 2015, los Philadelphia 76ers anunciaron su contratación.

#### Europa
El 30 de noviembre de 2020, firma por el Bahçeşehir Koleji S.K. de la Türkiye 1. Basketbol Ligi.

#### Puerto Rico
El 28 de mayo de 2021, firma por los Cangrejeros de Santurce de la Baloncesto Superior Nacional.

#### Corea del Sur
El 28 de noviembre de 2021, firma por los Samsung Thunders de la Liga de baloncesto de Corea.

#### Puerto Rico y Nicaragua
El 16 de febrero de 2022, regresó a Puerto Rico, a jugara para Piratas de Quebradillas.
A finales de 2022 firma por Real Estelí de la Liga Superior de Baloncesto en Nicaragua, con el que disputa también la BCLA.
En 2023 regresó al BSN puertorriqueño, jugando sucesivamente con Grises de Humacao, Capitanes de Arecibo, Cariduros de Fajardo y Leones de Ponce.

#### Asia
En el último trimestre de 2023 jugó para el NLEX Road Warriors de la PBA de Filipinas y el Pelita Jaya de la IBL de Indonesia.
[actualizar]
En marzo de 2025 se une a los Paisas BBC de la Liga de Campeones de Baloncesto de las Américas.

## Estadísticas de su carrera en la NBA

### Temporada regular
| Año     | Equipo       | PJ  | PT | MPP  | %TC  | %3P  | %TL  | RPP | APP | ROB | TPP | PPP |
| ------- | ------------ | --- | -- | ---- | ---- | ---- | ---- | --- | --- | --- | --- | --- |
| 2012-13 | Sacramento   | 51  | 0  | 15.9 | .424 | .000 | .577 | 4.7 | .7  | .5  | .4  | 4.8 |
| 2012-13 | Houston      | 19  | 0  | 13.0 | .449 | .000 | .421 | 4.1 | .5  | .8  | .3  | 4.5 |
| 2013-14 | Portland     | 70  | 0  | 12.5 | .481 | .000 | .564 | 4.4 | .5  | .3  | .3  | 4.8 |
| 2014-15 | Portland     | 32  | 4  | 12.2 | .516 | .000 | .438 | 4.2 | .3  | .5  | .3  | 3.6 |
| 2014-15 | Philadelphia | 22  | 0  | 18.5 | .467 | .000 | .603 | 7.7 | 1.1 | .7  | .7  | 8.8 |
| 2015-16 | Brooklyn     | 71  | 7  | 12.9 | .447 | .000 | .431 | 5.1 | .6  | .5  | .5  | 4.3 |
| 2016-17 | L.A. Lakers  | 48  | 1  | 11.7 | .536 | .000 | .470 | 4.6 | .6  | .5  | .2  | 5.0 |
| Total   | Total        | 313 | 12 | 13.4 | .470 | .000 | .505 | 4.8 | .6  | .5  | .4  | 4.9 |

### Playoffs
| Año   | Equipo   | PJ | PT | MPP  | %TC  | %3P  | %TL  | RPP | APP | ROB | TPP | PPP |
| ----- | -------- | -- | -- | ---- | ---- | ---- | ---- | --- | --- | --- | --- | --- |
| 2014  | Portland | 11 | 0  | 11.1 | .419 | .000 | .857 | 2.6 | .5  | .5  | .5  | 2.9 |
| Total | Total    | 11 | 0  | 11.1 | .419 | .000 | .857 | 2.6 | .5  | .5  | .5  | 2.9 |